# Cefradina
Cefradina é uma fármaco antibiótico pertencente ao sub-grupo das cefalosporinas de 1ª. geração. Como todas as cefalosporinas é um antibiótico beta lactâmico.

## Indicações
A cefradina está mais indicada nas infecções provocadas por microrganismos gram + e menos indicada para gram - susceptíveis, como por exemplo infecções urinárias, faringites, sinusites, infecções respiratórias, infecções da pele e tecidos moles e amigdalites.
Está indicado antes de cirurgias, como profilaxia.

## Reacções adversas
- Aparelho digestivo - náuseas, vómitos e diarreia sobretudo com doses elevadas.
- Sangue - eosinofilia, agranulocitose e trombocitopenia ocorrem raramente.
- Fígado - alterações das enzimas hepáticas e icterícia colestática (raro).
- hipersensibilidade - pode provocar reacções de hipersensibilidade caracterizadas geralmente por erupções cutâneas, urticária, prurido, artralgias e por vezes, embora raramente, reacções anafilácticas.

Nota: Cerca de 10% dos doentes com hipersensibilidade às penicilinas desenvolvem também reacções de hipersensibilidade às cefalosporinas.
- Hemorragias - as cefalosporinas que na sua fórmula molecular contêm o grupo químico tetrazoltiometil aumentam o risco de desenvolvimento de efeitos hemorrágicos (hipoprotrombinemia) e reacções tipo dissulfiram.

## Contra indicações e precauções
- em doentes com história de hipersensibilidade às penicilinas.
- em doentes com insuficiência renal, deve ser reduzida a posologia.
- em doentes com porfiria.

## Interacções
- Não deve ser administrada concomitantemente com probenecida porque esta substância inibe competitivamente a secreção tubular das cefalosporinas, podendo causar um aumento significativo das suas concentrações séricas.
- Pode reduzir a acção de alguns medicamentos anticoncepcionais, pelo que é aconselhado associar outro método anticoncepcional.

## Farmacocinética
- A cefradina é absorvida no trato gastro-intestinal.
- A cefradina atravessa a barreira placentária e aparece em pequenas doses no leite materno.
- A cefradina pode ser eliminada através de hemodiálise.

## Posologia
- Adultos
  - Via oral: 250 mg a 500 mg de 6 em 6 horas ou 500 mg a 1 g de 12 em 12 horas.[1]
  - Via intramuscular ou intravenosa: 500 mg a 1 g de 6 em 6 horas. Até 8 g/dia nas infecções graves.[1]
- Crianças
  - Via oral: 25 mg a 50 mg por kg por dia, administrando em doses divididas.[1]
  - Via intramuscular ou intravenosa: 50 mg a 100 mg por kg por dia de 6 em 6 horas.[1]

## Nomes comerciais
| NOME DO MEDICAMENTO | PAÍSES ONDE É COMERCIALIZADO                                                                                      |
| Velosef             | Bélgica, Chile, Estados Unidos da América, Hong Kong, Inglaterra, Irlanda, Países Baixos, Nova Zelândia, Portugal |
| Cefrabiotic         | Itália |
| Cefradur            | Portugal |
| Cefril              | África do Sul |
| Dexef               | França |
| Ecosporina          | Itália |
| Lisacef             | Itália |
| Kelsef              | França |
| Maxisporin          | Países Baixos |
| Nicef               | Inglaterra |
| Planocid            | Itália |
| Ranfradin           | África do Sul |
| Sephros             | Malásia |
| Septacef            | Espanha |
| Tracilarin          | Grécia |
| Veracef             | México |
| Vethisel            | Grécia |
| Zeefra              | França, Hong Kong                                                                                                 |